# Haçane ibne Zaíde
Haçane ibne Zaide ibne Maomé ibne Ismail ibne Haçane ibne Zaide (em árabe: الحسن بن زيد بن محمد‎; romaniz.: Al-Ḥasan ibn Zayd ibn Muḥammad ibn Ismā‘il ibn al-Ḥasan ibn Zayd); m. 6 de janeiro de 884), também conhecido como Aldai Alquibir (em árabe: داعي الكبير; romaniz.: al-Da‘ī al-kabīr; lit. "o Grande/Velho Missionário") foi um álida que tornou-se fundador da dinastia zaídida do Tabaristão.

## Contexto
O Tabaristão, uma região montanhosa na costa sul do mar Cáspio, permaneceu amplamente intocada pelas conquistas islâmicas do século VII. Até ser conquistada pelo Califado Abássida em 759/60, foi governada por uma dinastia persa nativa, os dabuídas, e mesmo após a imposição do governo muçulmano direto, as dinastias locais retiveram grande autonomia no interior montanhoso. Foi apenas após 840, quando o Tabaristão permaneceu sob controle taírida (os vice-reis abássidas do Oriente), que a islamização da região começou. Ocorreu rapidamente, e embora a maioria da população adotou o sunismo, a província também ofereceu oportunidades para as atividades dos missionários xiitas pró-álidas.
Na década de 860, o Irã Ocidental foi governado pelo taírida Maomé ibne Abedalá ibne Tair, cujo irmão Solimão ibne Abedalá ibne Tair representou-o no Tabaristão e Gurgã. O ressentimento popular pelo governo dos taíridas aumentou mediante a opressão de seus oficiais, especialmente seus agentes fiscais na província. Consequentemente, em 864 uma rebelião eclodiu na cidades de Ruiã, Calar e Chalus, liderada pelos dois "filhos de Rustã".

## Vida

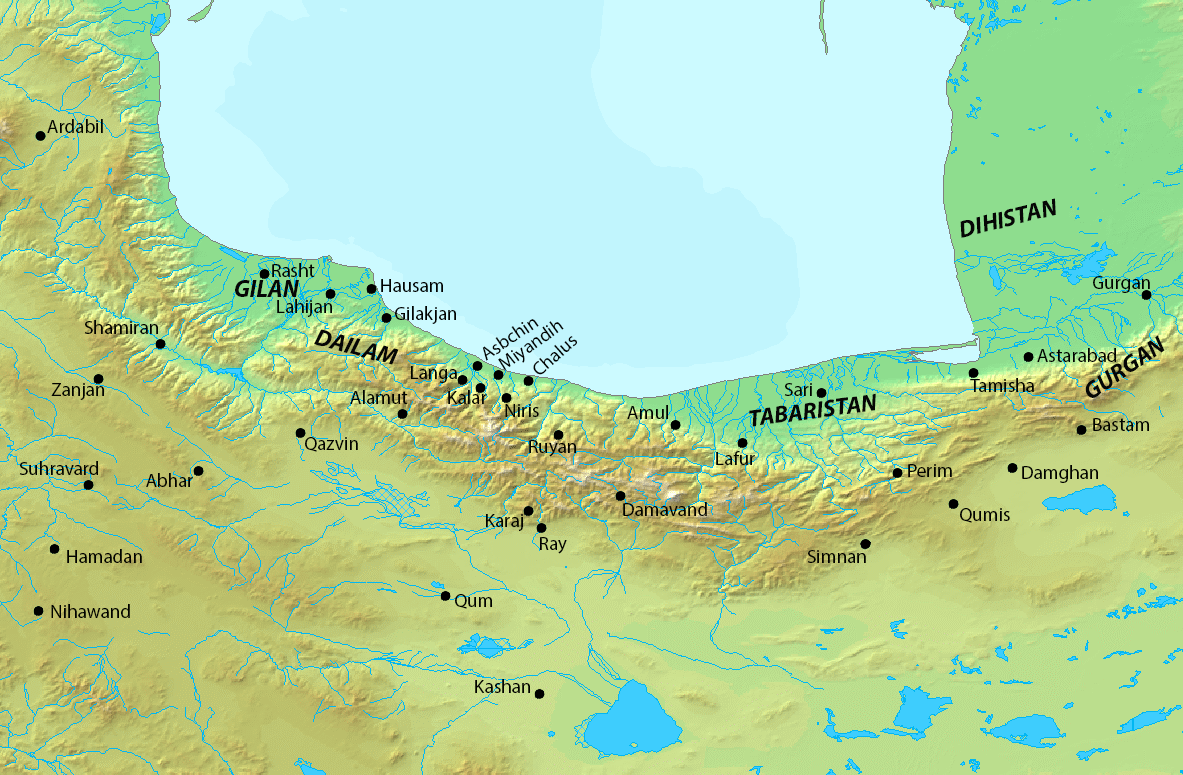
Costa do mar Cáspio durante o intermezzo iraniano

Haçane foi um descendente de Haçane ibne Zaide ibne Haçane, um bisneto de Ali, o genro de Maomé e quarto califa ortodoxo. Em 864, estava vivendo em Rei no norte do Irã, quando foi convidado por elementos pró-álidas do Tabaristão a juntar-se a eles numa revolta contra as autoridades abássidas. Os rebeldes convocaram Haçane para liderá-los, e aliaram-se com os vizinhos dailamitas. Haçane, que assumiu o nome real al-Dai ilal-haque (al-Da‘ī ila’l-ḥaqq - "ele que convoca a verdade"), foi reconhecido como emir por parte da população local, e mesmo assegurou a aliança com o rei justânida de Dailão, Vasudane ibne Marzubane.
Apesar do rápido sucesso da rebelião, o reinado de Haçane foi ameaçado devido a invasões repetidas, e ele foi várias vezes forçado a procurar refúgio em Dailão. Assim, ele foi escorraçado do Tabaristão em 865 por Solimão ibne Abedalá, mas retornou no mesmo ano e recuperou a província. Outra revolta álida ocorreu em Gasvim e Zanjã em 865, liderada por Huceine ibne Amade Alcaucabi e auxiliada pelos justânidas, mas foi suprimidas dois anos depois pelo general abássida Muça ibne Buga Alquibir. Haçane foi novamente forçado a fugir para Dailão pelo general abássida Mufli, o Turco em 869, mas o último retirou-se logo depois.
Em 874, Haçane entrou em conflito com Iacube ibne Alaite Alçafar por abrigar um dos inimigos do último Abedalá Alcijezi. Iacube invadiu o Tabaristão e derrotou as forças zaídidas em Sari, forçando Haçane novamente a fugir para as montanhas de Dailão. No entanto, o exército de Iacube logo ficou atolado pela chuva torrencial e sofreu muitas baixas por doenças no incomum clima subtropical do Tabaristão, forçando-o a retirar-se da região logo depois. Na luta complexa pelo controle do Coração entre Abu Talhar Almançor ibne Xarcabe e Amade ibne Abedalá Alcujistani, Haçane aliou-se com o primeiro, mas foi derrotado com ele em 878/879, quando Alcujistani recuperou Nixapur. Explorando os tumultos do período, desde 867 Haçane também geralmente controlou Gurgã ao leste, e expandiu seu controle temporariamente sobre algumas regiões vizinhas também: Rei (864–865, 867, 870 e 872) e Comisena (873–879).
Haçane morreu em Amul em 884, e foi sucedido por seu irmão Maomé ibne Zaide. Os zaídidas continuaram a governar o Tabaristão até 928. Os historiadores louvam-no como um governante justo e equilibrado, mas fora das fortalezas de Ruiã e Calar, o entusiasmo inicial por seu governo parece ter diminuído rapidamente entre a população do Tabaristão e Gurgã. Isso foi resultado de sua ardente aplicação do xiismo e repressão da maioria sunita, bem como a permissibilidade de seu regime para a soldadesca semibárbara dailamita. As relações com os governantes iranianos locais autônomos também variaram: os carínidas, que governaram as montanhas ocidentais do Tabaristão, apoiaram Haçane, mas os bavândidas nas montanhas orientais geralmente foram hostis, e as relações com o justânida Vasudane e seu filho e sucessor Curxida também se tornou hostil. No entanto, Haçane conseguiu substituir o último por seu irmão Justã III, que novamente lealmente apoiou o governante zaídida. O orientalista Frants Buhl avalia o caráter de Haçane assim: ele "possuía energia rara e a capacidade para resistência teimosa, foi um homem sinceramente religioso, bem educado, e um patrono das letras.